# 976 Benjamina
976 Benjamina је астероид. Приближан пречник астероида је 80,53 , 
а средња удаљеност астероида од Сунца износи 3,213 астрономских јединица (АЈ). 
Инклинација (нагиб) орбите у односу на раван еклиптике је 7,640 степени, а орбитални период износи 2103,773 дана (5,759 година). Ексцентрицитет орбите астероида износи 0,095. 
Апсолутна магнитуда астероида износи 9,22 а геометријски албедо 0,055.
Астероид је откривен 27. марта 1922. године.